# 古斯廷鎮區 (密歇根州阿爾科納縣)
古斯廷鎮區（英語：Gustin Township）是位於美國密歇根州阿爾科納縣的一個行政鎮區。

## 地方資料
古斯廷鎮區的面積為92.80平方千米，當中陸地面積為92.40平方千米，而水域面積為0.40平方千米。根據2010年美國人口普查的數據，當地共有人口773人，而人口密度為每平方千米8.33人。